# Rákóczitanya megállóhely
Rákóczitanya megállóhely egy Szabolcs-Szatmár-Bereg vármegyei vasútállomás, Vaja településen, a MÁV üzemeltetésében. A város központjától több kilométerre északra, a névadó Rákóczitanya településrész déli széle közelében helyezkedik el, közúti elérését a 41-es főútból kiágazó 41 101-es számú mellékút teszi lehetővé.

## Vasútvonalak
Az állomást az alábbi vasútvonalak érintik:
- Nyíregyháza–Vásárosnamény-vasútvonal

## Kapcsolódó állomások
A vasútállomáshoz az alábbi állomások vannak a legközelebb:
- Vaja-Rohod vasútállomás (Nyíregyháza–Vásárosnamény-vasútvonal)
- Nyírmada vasútállomás (Nyíregyháza–Vásárosnamény-vasútvonal)

## Forgalom
| Járat        | Útvonal | Gyakoriság   |
| ------------ | --- | ------------ |
| személyvonat | Nyíregyháza – Nyíregyháza külső – Oros – Napkor – Apagy – Levelek-Magy – Ófehértó – Ligettanya – Baktalórántháza – Vaja-Rohod – Rákóczitanya – Nyírmada – Vásárosnamény külső – Vásárosnamény | 2-3 óránként |